# Sapatgrām
Sapatgrām är en ort i Indien.   Den ligger i distriktet Dhuburi och delstaten Assam, i den östra delen av landet, 1 300 km öster om huvudstaden New Delhi. Sapatgrām ligger 43 meter över havet och antalet invånare är 11 714.
Terrängen runt Sapatgrām är mycket platt. Runt Sapatgrām är det tätbefolkat, med 476 invånare per kvadratkilometer. Närmaste större samhälle är Bilāsipāra, 16,0 km sydost om Sapatgrām. Trakten runt Sapatgrām består till största delen av jordbruksmark.